# 変態島
『変態島』（へんたいじま、原題: Vinyan）は、東南アジアを舞台にした2008年のフランス・ベルギー・イギリス・オーストラリア合作のホラーサスペンス映画。
日本劇場未公開だが、2009年12月9日にDVDが発売された。
原題の「Vinyan」はタイ語で「魂、成仏できない霊、幽霊」を意味する。

## ストーリー
建築家のポールとその妻ジャンヌは、一人息子のジョシュアが半年前に津波で行方不明になり、生存が絶望視されている事実を受け入れることができず、そのままタイのプーケットにとどまっていた。
ある日、ミャンマーの現状を伝える慈善活動の記録ビデオを観たジャンヌは、そこにジョシュアの姿を見つける。ポールは疑わしく思っていたが、ジャンヌの気持ちを察し、2人で現地に息子を捜しに行くことにする。ところが、なかなかジョシュアを見つけることができない苛立ちと、行く先々での様々な体験でジャンヌは徐々に精神を崩壊させていく。

## キャスト
- ジャンヌ・ベルマー - エマニュエル・ベアール
- ポール・ベルマー - ルーファス・シーウェル
- タクシン・ガオ - ペッチ・オササヌグラ
- キム - ジュリー・ドレフュス
- ソンチャイ - アンポン・パンクラトク

## 備考
- 監督をはじめ、スタッフは2004年の映画『変態村』とほぼ同じである[要出典]。